# Veselin Đuho
Veselin Đuho (Foča, 5. siječnja 1960.) je bivši hrvatski vaterpolist, dvostruki osvajač zlatne medalje na Olimpijskim igrama u Los Angelesu 1984. i u Seulu 1988. godine.
U karijeri je igrao za dubrovački Jug. Za reprezentaciju bivše SFRJ je odigrao 113 susreta. Bio je trener Juga u sezonama 2012./13. i 2013./14. Dana 17. ožujka 2014., nakon poraza u Gružu od Barcelonete, smijenjen je s mjesta trenera i naslijedio ga je Miho Bobić.